# 卡巴火山
卡巴火山（英語：Malang Kaba）是一座與希塔姆火山（Hitam）共組的雙子的火山，其位於印度尼西亞蘇門答臘明古魯省。
該火山峰頂有一狹長型火山口群，主要由3座火山口組成，這些火山口歷史悠久，由主峰的東北側往東北東方向延伸；主峰西南側為Kawah Lama大型火山口。歷史最悠久的爆發已經影響只有火山的山頂區域。該火山早期的火山活動只影響頂峰區域，多數火山口集中在頂峰中心區域，不過在19世紀和20世紀時，東北方的Kawah Vogelsang火山口也有過爆發紀錄。1833年，一次從火山湖的噴發，噴發的火山碎屑岩與湖水混合成火山泥流，對下方的Klingi、Bliti、Talang等村莊的民眾造成嚴重傷亡。

## 外部連結
- Volcanological Survey of Indonesia（页面存档备份，存于）（印尼文）